# アオリスト
アオリスト（英: Aorist）とは文法上のアスペクトの一種で、古代ギリシア語: ἀόριστος （aóristos）「境界のない、範囲が不確定の」に由来する。狭義にはギリシア語をはじめとするインド・ヨーロッパ語族の時制のひとつである。ただしアオリストという用語はときに他の言語、例えばトルコ語などにおける上記とは無関係の概念を表すのに使われる場合もある。

## 概要
動作が継続的であったり反復されることを表す未完了相や、また動作が生じさせた結果に注意を向けさせる完了相とは対照的に、アオリスト相は動作が単純で列挙的、瞬間的であることを示す。
直説法においてはアオリストは過去の動作について総括的にまた完結した出来事として述べる。また現在の普遍的な陳述を表すためにも使われることがある（格言的アオリスト）。この場合は時制としてではなく「相としてのアオリスト」ということができる。直説法以外の他の法（接続法、希求法、命令法、不定法、さらに分詞）では、アオリストは単にアスペクトの面を表している。直説法以外では時間の意味は消え、他のアスペクトと純粋に相補的な働きをする。
アスペクトとしての例は「マタイによる福音書」 6:11の主の祈りに使われている。「今日われわれにパンを与えてください」（δὸς （dòs）、「与える」の命令法アオリスト）。これとは対照的にルカ伝 11：3では「与えてください」は命令法現在のδίδου （dídou）が使われている。この命令法現在は現在形の持つ未完了の動作というアスペクト面、すなわち動作の継続という意味で「日々われわれにパンを与えてください」ということを示している。
インド・ヨーロッパ祖語では本来アオリストは動詞の活用パラダイム上のアスペクトのひとつとして発生したが、後にはサンスクリットに見られるようなテンスとアスペクトが組み合わされたものに発展した。多くのインド・ヨーロッパ語は独立した区分としてのアオリストを失った。例えばラテン語ではアオリストは完了形と同化した。

## 形態論
ギリシア語やサンスクリットではアオリストを表示する形態上の特徴がいくつかある。その中でもとりわけ以下の3項目が重要である。  
| 形態上の要素 | 解説 |
| ------------ | --- |
| 挿入         | 語根と人称語尾との間に-s-を挿入する。古典ギリシア語文法では第1アオリスト、弱変化型アオリストまたはシグマ（σ）のアオリストなどと呼ばれる。 - 直説法現在1人称単数 γελάω（geláõ）「私は笑う」 — アオリストἐγέλασα （egélasa）「私は笑った」(語頭のe-は過去時制を示す加音）  |
| 母音交替     | 語根の母音を交替する。次に掲げる「畳音」とあわせて第2アオリストまたは強変化型アオリストという。 - λείπω （leípō）「私は去る」 — ἔλιπον （élipon）「私は去った」 |
| 畳音         | 語根の始めの子音を母音eを挟んで繰り返す。ただし、ギリシア語の動詞体系ではむしろ完了相に特徴的な形態であり、アオリストでこれを行なう動詞は多くない。一方でサンスクリットにはアオリストに畳音を持つ動詞は多い。 - ἄγω （ágō）「私は導く」 — ἤγαγον（ēgagon）「私は導いた」 |